# Арефьев, Александр Дмитриевич
Алекса́ндр Дми́триевич Аре́фьев (3 августа 1931— 5 мая 1978) — советский художник, живописец, график.

## Биография
Родился в Ленинграде 3 августа 1931 года в семье рабочих, приехавших в Ленинград из Сибири и из Новгорода. «Арефьев был единственным сыном, в семье рабочих, достаточной; мать и отец оба работали и хорошо зарабатывали. Дом был чистый, семья была стильная, как на картинах Петрова-Водкина, в доме всегда был хороший обед, он в то время всегда ел досыта, — а это важно. Жили на проспекте Газа, в небольшом доме, его нет уже сейчас». Учился рисованию во Дворце пионеров им. А. А. Жданова, у педагогов М. А. Гороховой и С. Д. Левина.
В 1941 году, после начала войны, до блокады, был вывезен матерью, Л. А. Арефьевой, в эвакуацию, в Новгородскую область.
В 1944 году поступил в Среднюю художественную школу при Академии Художеств. Соучениками Арефьева по СХШ были: Александр Траугот, Михаил Войцеховский, Илья Глазунов, Леонид Миронов, Шолом Шварц, Кирилл Лильбок, Владимир Пекшев (Шагин), Родион Гудзенко.
В 1949 году, вместе с А. Трауготом и М. Войцеховским, был отчислен из СХШ. В 1951 г. были отчислены из СХШ друзья Арефьева Владимир Шагин и Валентин Громов.
В конце 1940-х гг. отчисленные из СХШ художники вместе с А. Арефьевым объединились в группу. Они работали, показывали свои работы друг другу для обсуждения. и начали проводить свои небольшие квартирные выставки..

 «Подобных групп нигде, кроме Петербурга, в сороковых, да и в начале пятидесятых годах не было. Все московские движения относятся к шестидесятым годам… эти люди- пятидесятники, даже точнее, люди сороковых годов».
После СХШ поступает в вечернюю школу и успешно заканчивает её. Работы Арефьева 1940-х гг.: городские пейзажи (Васильевский остров, Коломна), жанровые сцены.
В 1940-е гг. знакомится с творчеством художников старшего поколения, испытав влияние художницы В. П. Яновой.

 «Отец (Г. Н. Траугот) у меня был очень в курсе современного искусства.. Шурик (А. Г. Траугот) стал носить в школу репродукции, рассказывать. Арефьев был его другом. Всё это страшно интересно было для ребят. Но начались гонения. И отца они коснулись… говорили о отце, что он дома устроил Барбизон, развращает молодёжь. Хотя он с ними общался не так много — всё шло от Александра. .. Когда этих ребят исключили из СХШ, они объединились в группу. Это была первая такая художественная группа- ещё в конце 1940- х гг. Тогда быстро начинали много знать, и это были серьёзные профессионалы и работали очень много» (В. Г. Траугот).
А. Г. Траугот отмечает также впечатление, полученное А. Д. Арефьевым от творчества художницы Натальи Пономарёвой (1895—1942), ученицы Николая Фешина.
В 1950—1951 гг. знакомится с другом семьи Траугот художником В. В. Стерлиговым, посвятившим Арефьеву эссе «Мальчики с фонарями»: «Мальчики в темноте и свете города внезапно освещают страдающие лики икон — людей. Свет и тьма города качаются повсюду… А мальчики с фонарями в руках, играя на улицах, увлечённые только своею игрой, внезапно, кому-то, кто бродит „без цели“, освещают истинное лицо человека…».
В 1948 году знакомится с поэтом Роальдом Мандельштамом, вокруг которого в 1950-е гг., кроме Арефьева и Траугота, объединятся художники Рихард Васми, Шолом Шварц, Родион Гудзенко, Вадим Преловский, Валентин Громов, Валерий Титов, Владимир Шагин, поэтесса Нина Маркевич.
В 1951 году (по другим сведениям, в 1954) поступает учиться в Ленинградский санитарно-гигиенический медицинский институт.
В 1956 году был осуждён за подделку медицинских рецептов; отбыл срок и был освобождён в 1959 году. «В то время Арефьев уже наркоманил, а это было невероятной редкостью. Шаля (Шолом Шварц) с работы притащил типографские шрифты, и Арех подделывал рецепты — для себя и для продажи… У Ареха была тюрьма — уголовная. Ему дали 3 года. Он не особенно рассказывал — это была тяжёлая тюрьма. Конечно, он попал туда не случайно — за ним следили (из-за аполитичности их группы)».
В середине 1950-х гг. Арефьев создаёт на темы ленинградского быта сотни рисунков, «в которых жизнь била ключом». В конце 1950-х он написал вольную копию с «Распятия» — последней картины Николая Ге (она была запрещена для публичного экспонирования на территории Российской империи императором Александром III), даже больше, чем автор оригинала перенеся смысловой центр на Разбойника. Татьяна Карпова называла две линии соприкосновения советского неофициального искусства и позднего творчества Ге: 1) отказ подчиняться эстетическим требованиям времени, 2) провокационность.
В 1960 году проходит курс лечения в неврологическом отделении Военно- медицинской академии. В этом же году знакомится с художником Михаилом Шемякиным, также бывшим учеником СХШ.
26 января 1961 года, после продолжительной болезни, умирает друг Арефьева, поэт Роальд Мандельштам. А. Д. Арефьев, с друзьями, хоронит его на Красненьком кладбище в Автово, а после несколько месяцев, ночуя в кладбищенских склепах, сознательно ведёт там бродячий образ жизни вместе с художником Шагиным.
В 1960—1962 гг. живёт в гражданском браке с художницей Р. Б. Модлиной.
В 1963 году А. Арефьев переезжает в Петродворец. В 1965 г. осуждён вторично, на небольшой срок, за хулиганство.
В конце 1960-х гг. А. Д. Арефьев становится лидером небольшой группы художников, получившей позднее название «арефьевский круг», в которую входят В. Шагин, Р. Васми, Ш. Шварц.
В 1966 году вступает в члены Ленинградского горкома художников. "В 1960-е Арефьев однажды является и рассказывает: «Мне нужно срочно устроиться на работу, а меня после тюрьмы- не берут.» У меня был товарищ — Слава Соколов, председатель Горкома художников. Пришли к нему на Моховую и Арефьеву сразу вручили — билет, анкету, он уже оказался человеком «при месте». Пробует заниматься книжной графикой. Проводит две свои персональные выставки(квартирные), у друзей, художников Вахтанга Кекелидзе и Кирилла Лильбока (в 1958 году)
В 1970 году участвует в коллективной квартирной выставке в мастерской В. Овчинникова.
В 1974—1975 годах Арефьев принимает участие в подготовке выставок художников-нонконформистов в ДК им. Газа и в ДК «Невский», сам участвует в первой из них.
С 1975 году становится членом Товарищества экспериментальных выставок. C этого времени принимает участие в нескольких квартирных выставках в Ленинграде и в Москве. Будучи русским, принимает также участие в выставках еврейской группы «Алеф».
В 1977 году вместе с женой, Жанной Яценко, эмигрировал сначала в Австрию, затем во Францию.
19 мая 1978 года А. Д. Арефьев умер в Париже.
А. Д. Арефьев похоронен на Красненьком кладбище в Петербурге, в одной могиле со своим близким другом, поэтом Роальдом Чарльсовичем Мандельштамом, умершим в 1961 году. В 1990 году в могилу Р. Ч. Мандельштама был подхоронен прах А. Д. Арефьева, а в сентябре 1998 года — прах художника Р. Р. Васми.
В мае 2012 года на «братской могиле» троих художников был поставлен общий памятник.
Работы А. Д. Арефьева находятся в собраниях: Русский музей, Санкт-Петербург; Музей нонконформистского искусства, Санкт-Петербург; Zimmerly Art Museum, Нью-Брансвик, США; Государственный музей истории Санкт-Петербурга, Государственный музей «Царскосельская коллекция», частные коллекции Петербурга, Франции, Нью-Йорка
Творчество А. Д. Арефьева повлияло на ряд петербургских художников, объединившихся позднее в группу «Митьки» — Дмитрия Шагина, Владимира Шинкарёва.

## Орден нищенствующих живописцев
В 1948 году художник, скульптор, философ Михаил Войцеховский создал «Орден нищенствующих живописцев», или «Орден тунеядцев», по аналогии Орденом бедных рыцарей Христа, основанным в Иерусалиме в 1118 году . Их образом были два всадника, едущие на одном коне: рыцари были бедны настолько, что даже не могли купить себе коня.
В замыслах Михаила Войцеховского было также создание памятника «Рыцарям служения делу искусства», который он планировал поставить на одной из небольших площадей Петроградской стороны, недалеко от дома и мастерских, где работали художники Ордена (все они жили на Петроградской стороне) .
В Орден Войцеховский принял художников из своего близкого круга — это были Георгий, Валерий и Александр Траугот, Вера Янова, Владимир Стерлигов, всего шесть человек. Для молодых художников членство в Ордене означало принятие идеи служения высоким идеям искусства.

«М. В. Войцеховский в конце 1940-х годов придумал „Орден тунеядцев“. Всё то, что оригинально придумано, всегда живёт.. Михаил Владимирович всегда был большим эрудитом… он любил Франсуа Рабле и Эразма Роттердамского, — выражение это его, „Орден тунеядцев“, или „Орден нищенствующих живописцев“, оттуда и пошло… Означало это то, что члены „ Ордена“ противоположны всякому советскому карьеризму…Мы просто живём, пишем, рисуем и наслаждаемся искусством. Михаил Владимирович Войцеховский — более оригинальный человек, чем Александр Арефьев. Но Арефьев был очень чуткий, он быстро всё оригинальное подхватывал… и „переделал“ наш Орден…в конце 1960-х годов.»
В 1969 году, через 20 лет, Александр Арефьев начинает называть этим заимствованным термином узкий круг своих друзей-художников, переиначив его в «Орден непродающихся живописцев».

## Традиции и наследие
Традиция ленинградской школы живописи 1930-х — 1940-х годов получила своё продолжение в творчестве Арефьева и его товарищей. Как и всякая живая традиция, она видоизменилась.
Преемниками мастеров ленинградской школы А. Д. Арефьев и художники его круга стали, кроме всего прочего, потому, что пути старших мастеров и молодых художников пересекались. А. Д. Арефьев, Ш. А. Шварц, В. Н. Шагин, В. В. Громов, Л. Я. Миронов и другие учились в СХШ в одном классе с Александром, сыном Г. Н. Траугота, одного из художников ленинградской пейзажной школы, незаурядного педагога, именно его Арефьев называет среди людей, которые его «эстетически воспитывали». Отец Р. Р. Васми архитектор Рудольф Васми был другом Н. Ф. Лапшина и Н. А. Тырсы. Молодые художники видели также работы А. И. Русакова, А. С. Ведерникова.
Ленинградская школа живописи не была однородной и имела ряд различных направлений. Арефьев и его товарищи подхватили именно ту линию ленинградской школы, которая была тесно связана с примитивом, с формальным упрощением пейзажа. Поддержали они и линию живописную, характеризующуюся установкой на выразительные возможности цвета. «Если попытаться сформулировать, как подобные первые впечатления повлияли на творчество этих художников, то необходимо подчеркнуть первостепенную роль фактуры в их работах и далее — наличие „прыгающего“, „слоеного“ пространства, скупое использование цвета, который, если применяется, то кажется глухим и горящим изнутри».
Сходство подхода к изображению пейзажа, сближающее Арефьева и его друзей с художниками ленинградской школы, заключается в самом процессе создания произведения. В большинстве случаев художник работает не с натуры, а по воспоминанию, «сочиняя» свой пейзаж: Арефьев часто изображает один и тот же вид из своего окна, многократно повторяя и развивая его; такая приверженность к одному мотиву связывала Арефьева с А. С. Ведерниковым, А. И. Русаковым и Н. Ф. Лапшиным.
Для творчества Арефьева характерно выражение духа протеста, отображённого, по-своему, также и в творчестве художников ленинградской школы, работавших до войны. От них, согласно установкам соцреализма, требовалось изображать героизм и пафос труда. Вместо этого они писали почти безлюдные городские пейзажи; у них были свои предпочтения, почти символичные: набережные, а также баржи и буксиры, идущие по воде. У Арефьева эти символы иные: мосты, дворы и глухие брандмауэры. «Арех.. был постоянно активен, даже агрессивен, он яростно врывался в жизнь Ленинграда и сам насыщался его скрытой, внутренней красотой, его нелепостями и абсурдом. На его картинах я не видел никаких шпилей или колонн, Александрийской или других, ни одного Медного всадника или чугунного узора, но какие-то были знакомые дворы, подворотни, ларьки, чахлые скверики и брандмауэры». В Ленинград, как в дом, Арефьев заходил не с парадного, а с чёрного хода.

## Творчество
Арефьев стремился к современной выразительной форме и полностью исходил из «реальности».

«Среди наших ребят не было формалистов — это значит: мы не шли изнутри себя живописным умением, создавая этим свой мир. Так никогда не было. Всегда на первом месте стояло наблюдённое, и после делался эквивалент ему красками… Всегда старались для этого выбрать такой объект наблюдения, который уже сам по себе приводит в определенный тонус необычностью видения ускользающего объекта: в окно, в замочную скважину, в публичный сортир, в морг».— А.Д. Арефьев
Арефьев нередко отображал неприглядные и жестокие стороны жизни общества. Его интересовала жизнь ленинградцев, переживших войну или приехавших в город после войны; жизнь в комнатах коммунальных квартир, дворики, люди сидящие на скамейках в скверах, стоящие на трамвайных остановках и у пивных ларьков. Но отнюдь не патентованная красота признанных памятников архитектуры.
Ориентация на наблюдения означает также конкретность мотива: в любой его работе отчётливо читается содержание, в котором художник воплощает своё чувство современности. В нём присутствует эмоциональная составляющая, напрямую связанная с сюжетом. Маленькие по размеру холсты и рисунки Арефьева, на которых ничего, кроме отображения повседневной жизни горожан, не происходит, благодаря сжатому и интенсивному языку изображения, при всём ограничении материала, становятся достаточными средствами выражения. Арефьев владеет такими выразительными средствами, как мазок и фактура и в особенности — точность силуэтов.

 Арефьев понимает, что живопись, если она живая, должна начаться молодой и новой.. ведь импульс для творчества «потрясающий объект видения», « редчайший факт». Он находит этот объект… и наращивает в объём новейших изображений реальности, создавая для своего круга события и встречи с потрясающим в жизни и в искусстве.— Е. Ю. Андреева